# Costumul național erzian

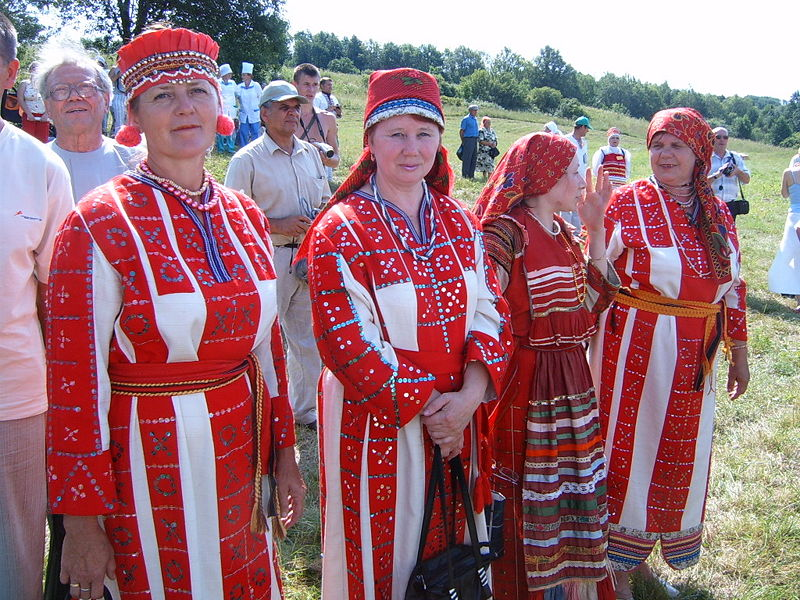
Femei erziene în costumele lor naționale

Portul (costumul) național erzian este format din două piese. Bluza erziană este confecționată din două pânze, pliate. În mijloc, la sutura centrală, este lăsată o cusătura pentru a decupa gulerul. 
În cusăturile laterale de pe partea superioară a mânecii, în unghi drept, sunt cusute manșoane. 

### Secolul XIX
În secolul al XIX-lea, gulerul era de obicei fixat de două fibule syulgamo, dintre care una nu avea niciun ornament. Elementele complexe ale centurii au jucat o importanță deosebită în costumele lor. Peste cămașă se poartă o bată specifică numită pulay. Ca semn al pubescenței, fetele încep să poarte acest pulai la vârsta de 13-14 ani și apoi rămâne ca accesoriu feminin până la moarte. Erziana nu putea să apară în societatea bărbaților fără să poarte un pulai. În funcție de loc, avea o formă diferită: pătrat, trapeziform sau ca o centură cu margine magnifică.

### Pulai
Pulaiul festiv era decorat cu scoici, lanțuri, nasturi din alamă, insigne, mărgele colorate și de-a lungul marginii lână lungă, neagră, roșie, verde sau albastră, cu ciucuri pe fiecare parte. Ca rezultat, greutatea unui astfel de pulai ajungea până la 6 kilograme. Decorarea taliei cu pulai era de două tipuri. Partea dreaptă a cârpei a fost decorată cu broderie. Apoi, aproape de genunchi, era un franjur mare din lână, de obicei neagră, dar, de sărbători, putea fi din lână roșie sau verde. Lana era decorată cu lanțuguri de alamă și pe fiecare parte erau atașate de șiraguri de mărgele. 

### Elemente specifice
Un lucru tipic pentru costumul erzian era o pânză peste haine - ruția. Era un accesoriu de îmbrăcăminte al femeilor căsătorite și avea variante pentru situații diferite de viață și ritualuri. Peste cămașă sau peste ruția purtau șorțuri - kelga pația. Era legat peste abdomen pentru a închide tivul cămășii. În podoabele complexe, care cuprindeau mai multe rânduri de coliere, în special coliere rotunde originale întinse pe o bază solidă, acoperite cu o pânză brodată cu rânduri de margele, bumbi și lănțișoare. Toate acestea se potrivesc perfect cu broderia masivă ruția. Calitatea îmbrăcămintei era definită de tipul de broderie.  Broderia erziană era caracterizată printr-o textură frumoasă, în relief. 

### Ornamente
Totuși, ornamentul era destul de simplu: romburi, cruci și polilinii. Decorând hainele, femeile aleg cele mai bune modele - sermat. În vechime, ele erau simbolurile apartenenței familiale. Femeia erziană este înzestrată în mod natural cu simțul proporției. Intuitiv, fără cunoștințe de proiectare și modelare a hainelor, ea coase adevărate capodopere. Dungile verticale roșii și negre pe o pânză albă sunt pline de noblețe. O centură largă, un pulai cu fire lungi negre accentuate pe șolduri, le face pe femei mai suple. Podoabele detașabile sunt adăugate obligatoriu la haine. De exemplu, coliere cu diferite lungimi și din diferite materiale, coliere cu mărgele, fibule syulgamo, insigne și clopoței.